# Journey ~Kimi to Futari de~
Singles de Crystal Kay
After Love -First Boyfriend-/Girlfriend
(2009) Superman
(2011)
Journey ~Kimi to Futari de~ est le 26e single de la chanteuse Crystal Kay sorti sous le label Sony Music Entertainment Japan le 24 novembre 2010 au Japon. Il atteint la 193e place au classement de l'Oricon et reste classé une semaine pour un total de 396 exemplaires vendus.
Journey ~Kimi to Futari de~ a été utilisé comme thème musical pour la publicité ATTENIR. Elle se trouve sur l'album Spin the Music.
Hold On a été utilisé comme thème de fermeture pour le thriller Dolan's Cadillac, tiré du le roman du même nom de Stephen King.

## Liste des titres
| 1. | Journey ~Kimi to Futari de~ (Journey ~君と二人で~)                | Crystal Kay, WolfJunk | WolfJunk | 4:03 |
| 2. | Hold On                                                           |                       |          | 4:29 |
| 3. | Journey ~Kimi to Futari de~ (Instrumental) (Journey ~君と二人で~) | Crystal Kay, WolfJunk | WolfJunk | 4:02 |